# Alice Greczyn
Alice Hannah Meiqui Greczyn (* 6. únor 1986, Walnut Creek, Kalifornie, USA) je americká herečka.

## Kariéra
Poprvé se ve filmu objevila v roce 2004, a to konkrétně ve snímku Konec snění, kde se objevili například i Alexa Vega nebo Steve Carell.
Objevila se také ve filmech Tlustý Albert, Mistři hazardu, Houbičky, Noc v domě hrůzy, Exit Speed nebo Sex Drive.
Proslavila se však především díky seriálovým rolím. K těm hlavním patří role v seriálech Quintuplets, Windfall, Privileged a Lincoln Heights.
V roce 2011 se objevila ve třech dílech seriálu Make It or Break It. Během let 2011 až 2013 hrála jednu z hlavních rolí v seriálu The Lying Game. V roce 2015 se připojila k obsazení seriálu Mladí a neklidní.

## Osobní život
Narodila se ve Walnut Creek a žije v Hollywoodu. K zájmům patří vaření a poznávání cizích kultur. Je evropsko-asijského původu.
Od roku 2014 chodí s hercem Greyem Damonem.

## Filmografie

### Film
| Rok  | Název              | Role            | Poznámky            |
| ---- | ------------------ | --------------- | ------------------- |
| 2004 | Sleepover          | Linda           |                     |
| 2004 | Tlustý Albert      | Becky           |                     |
| 2005 | Mistři hazardu     | Laurie Pullman  |                     |
| 2007 | Houbičky           | Holly           |                     |
| 2007 | Investigating Love | Natalie Bansali | krátkometrážní film |
| 2007 | Noc v domě hrůzy   | Candice         |                     |
| 2008 | Američan v Číně    | Kendra          |                     |
| 2008 | Exit Speed         | Annabel Drake   |                     |
| 2008 | Sex Drive          | Mary            |                     |
| 2011 | Ghost Perv         | Jennifer        | krátkometrážní film |
| 2014 | Stefano Formaggio  | Jasmine         | krátkometrážní film |

### Televize
| Rok       | Název                           | Role                  | Poznámky                |
| --------- | ------------------------------- | --------------------- | ----------------------- |
| 2004–2005 | Quintuplets                     | Alayna Collins        | vedlejší role, 6 dílů   |
| 2004      | Konec snění, Phil z budoucnosti | Alice Da Luca         | díl: „Neander-Phil“     |
| 2006      | Windfall                        | Frankie McMahon       | hlavní role, 13 dílů    |
| 2007      | Kriminálka Miami                | Holly Reese           | díl: „Nepovedená léčba“ |
| 2007      | Za svitu měsíce                 | Sam                   | díl: „Sleeping Beauty“  |
| 2007–2009 | Lincoln Heights                 | Sage Lund / Marika    | hlavní role, 23 dílů    |
| 2008–2009 | Smetánka                        | Mandy                 | vedlejší role, 7 dílů   |
| 2010      | Kelly Brook's Cameltoe Shows    | Herself               | Funny or Die skit       |
| 2011      | Make It or Break It             | Maeve Benson          | 3 díly                  |
| 2011–2013 | The Lying Game                  | Madeline "Mads" Rybak | hlavní role, 30 dílů    |
| 2015      | Mladí a neklidní                | Emma Randall          | vedlejší role, 11 dílů  |
| 2017      | Closer: Nové případy            | Vanessa Blaine        | 2 díly                  |

### Internet
| Rok  | Název                       | Role                | Poznámky |
| ---- | --------------------------- | ------------------- | -------- |
| 2013 | Life Life in in Space Space | dívka – vetřelec #2 | díl 2    |
| 2017 | Girls Guts Glory            | Rowan               | 14 dílů  |